# Giamaica ai XVII Giochi olimpici invernali
La Giamaica partecipò ai XVII Giochi olimpici invernali, svoltisi a Lillehammer, Norvegia, dal 12 al 27 febbraio 1994, con una delegazione di 4 atleti impegnati in una disciplina.

## Delegazione
| Sport  | Uomini | Donne | Totale |
| ------ | ------ | ----- | ------ |
| Bob    | 4      | 0     | 4      |
| Totale | 4      | 0     | 4      |

## Risultati

### Bob
Bob a due maschile
| Pos. | Nazione    | Atleti                     | Manche1 | Manche2 | Manche3 | Manche4 | Totale | Distacco |
| ---- | ---------- | -------------------------- | ------- | ------- | ------- | ------- | ------ | -------- |
| –    | Giamaica I | Dudley Stokes Wayne Thomas | 53"59   | 53"81   | 53"76   | DSQ     |        |          |

Bob a quattro maschile
| Pos. | Nazione    | Atleti                                               | Manche1 | Manche2 | Manche3 | Manche4 | Totale  | Distacco |
| ---- | ---------- | ---------------------------------------------------- | ------- | ------- | ------- | ------- | ------- | -------- |
| 14   | Giamaica I | Dudley Stokes Winston Watt Chris Stokes Wayne Thomas | 52"50   | 52"56   | 52"39   | 52"51   | 3'29"96 | +2"18    |